# Le Mariage d'un gueux
Pour plus de détails, voir Fiche technique et Distribution.
Le Mariage d'un gueux est un film muet français réalisé par Georges Monca, sorti en 1909.

## Fiche technique
- Titre : Le Mariage d'un gueux
- Réalisation : Georges Monca
- Scénario : Jules Mary
- Photographie :
- Montage :
- Société de production : Société cinématographique des auteurs et gens de lettres (S.C.A.G.L)
- Société de distribution : Pathé Frères
- Pays d'origine :  France
- Langue : film muet avec les intertitres en français
- Métrage : 195 mètres
- Format : Noir et blanc — 35 mm — 1,33:1 — Muet
- Genre : Film dramatique
- Durée : 6 minutes et 30 secondes
- Numéro de catalogue Pathé : 2978
- Dates de sortie :
  - France : 13 août 1909

## Distribution
- Henry Houry :
- Alice Nory :